# Milić
Milić je priimek v Sloveniji in tujini. Po podatkih Statističnega urada Republike Slovenije so na dan 1. januarja 2010 v Slovenjiji uporabljale ta priimek 303 osebe.

## Znani nosilci priimka
- Borislav Milić (1925—1986), jugoslovanski šahovski velemojster
- Ela Nala Milić (*2006), tenisačica
- Goran Milić (*1946), hrvaški novinar
- Hrvoje Milić (*1989), hrvaški nogometaš
- Ljubomir Milić (1861—1949), srbski general
- Marko Milić (*1977), košarkar
- Petar Milić, slovenski pianist
- Vladimir Milić (*1955), srbski atlet
- Vojin Milić (1922—1996), srbski sociolog
- Zdravko Milić (*1953), hrvaški slikar